# Вохила
Вохила — река в России, протекает в Бижбулякском районе Республики Башкортостан. Исток реки находится к югу от деревни Новая Самарка Бижбулякского района Республики Башкортостан. Является левобережным притоком реки Чакмагуш, её устье находится в 11 км от устья реки Чакмагуш, к югу от деревни Мулланур-Вахитово. Длина реки составляет 11 км. Населённые пункты у реки: Мулланур-Вахитово.

## Данные водного реестра
По данным государственного водного реестра России относится к Камскому бассейновому округу, водохозяйственный участок реки — Дёма от истока до водомерного поста у деревни Бочкарёва, речной подбассейн реки — Белая. Речной бассейн реки — Кама.
Код объекта в государственном водном реестре — 10010201312111100024441.

## Топографические карты
- Лист карты N-40-85 Аитово. Масштаб: 1 : 100 000. Состояние местности на 1982 год. Издание 1989 г.